# Droga A1(M)
Droga A1(M), autostrada A1(M) (ang. A1(M) motorway) – oznaczenie czterech oddzielnych odcinków autostrady w Anglii. Każdy z odcinków jest przebudowanym fragmentem drogi A1, głównej osi komunikacyjnej północ-południe, łączącej Londyn – stolicę Anglii – z Edynburgiem – stolicą Szkocji. Pierwszy odcinek, obwodnica Doncaster, został oddany do użytku w 1961 roku i jest jednym z najstarszych fragmentów autostrad w Wielkiej Brytanii. Budowa nowej części A1(M) pomiędzy Leeming i Barton została ukończona 29 marca 2018 roku, rok później niż zakładano z powodu licznych prac archeologicznych. Otwarcie tego odcinka pozwoliło na połączenie fragmentu Barton – Washington z odcinkiem Darrington – Leeming Bar, tworząc najdłuższą sekcję A1(M) i redukując całkowitą liczbę istniejących fragmentów trasy z pięciu do czterech.
Zaproponowano zmianę numeracji A1(M) między Micklefield a Washington na M1. Gdyby plany zostały zrealizowane trasa M1 zostałaby wydłużona na północ.
Droga A1(M) pokrywa się z przebiegiem trasy europejskiej E15, nieoznakowanej w Wielkiej Brytanii.

## Przegląd
Większość angielskich odcinków A1 stanowi drogę główną (ang. primary road), drogę dwujezdniową i autostradę. Między Newcastle upon Tyne a Edynburgiem jest drogą krajową posiadającą na przemian jedną i dwie jezdnie. Poniższa tabela stanowi podsumowanie odcinków posiadających parametry autostrady i tych, które nie są traktowane jako autostrada. Odcinki nie będące autostradą nie posiadają numeracji węzłów.
| Oznaczenie | Węzły | Długość | Długość | Hrabstwa ceremonialne                                      | Główne miejscowości kierunkowe |
| Oznaczenie | Węzły | mile    | km      | Hrabstwa ceremonialne                                      | Główne miejscowości kierunkowe |
| ---------- | ----- | ------- | ------- | ---------------------------------------------------------- | --- |
| A1         |       | 16,58   | 26,68   | London Hertfordshire                                       | London |
| A1(M)      | 1–10  | 24,14   | 38,84   | Hertfordshire                                              | Hertford Stevenage |
| A1         |       | 26,25   | 42,24   | Hertfordshire, Bedfordshire Cambridgeshire                 | Bedford, Cambridge, Huntingdon |
| A1(M)      | 13–17 | 12,84   | 20,66   | Cambridgeshire                                             | Peterborough |
| A1         |       | 72,99   | 117,44  | Cambridgeshire, Rutland Lincolnshire, Nottinghamshire      | Stamford, Grantham Newark on Trent |
| A1(M)      | 34–38 | 15,13   | 24,34   | South Yorkshire                                            | Worksop, Blyth, Doncaster, Rotherham, Barnsley |
| A1         |       | 7,51    | 12,08   | South Yorkshire West Yorkshire                             | Pontefract, Castleford, Wakefield |
| A1(M)      | 40–65 | 93.,27  | 150,10  | West Yorkshire North Yorkshire County Durham Tyne and Wear | Selby, Leeds, York, Wetherby, Harrogate, Thirsk, Ripon, Catterick, Richmond, Scotch Corner, Darlington, Teesside, Bishop Auckland, Durham, Chester-le-Street, Stanley, Beamish, Birtley, Washington (Sunderland), Gateshead |
| A1         |       | 128,29  | 206,42  | Northumberland, Berwickshire East Lothian, Edinburgh       | Gateshead, Blaydon, Newcastle-upon-Tyne, Cramlington, Morpeth, Alnwick, Belford, Lindisfarne, Berwick-upon-Tweed, Eyemouth, Dunbar, Haddington, Tranent, Prestonpans, Musselburgh, Edinburgh                                |
|            |       | 397,00  | 638,78  |                                                            | |

W ciągu trasy z Londynu do Sunderland odcinek o długości 123,33 mil (198,48 km) nie jest klasyfikowany jako autostrada, a pozostałe 145,38 mili (233,96 km) ma parametry autostrady.
Poniżej znajdują się opisy poszczególnych fragmentów autostrady.

## South Mimms – Stotfold
Odcinek ten otwierano etapami:
- węzeł 1 – węzeł 2 w 1979 roku,
- węzeł 2 – węzeł 4 w 1986 r.,
- węzeł 4 – węzeł 6 w 1973 r.,
- węzeł 6 – węzeł 8 w 1962 r.,
- węzeł 8 – węzeł 10 w 1967 r.

### Lista węzłów
| Węzły autostrady A1(M)                                                                                  |                                                                           |                                | |
| km | Wyjazdy w kierunku południowym (jezdnia B)                                | Węzeł                          | Wyjazdy w kierunku północnym (jezdnia A)                                                                                          |
| | Kontynuacja drogi jako A1 w kierunku Central London                       | J1 Miejsce obsługi podróżnych  | M25 (M1) Watford, Stansted , Potters Bar, South Mimms Miejsce obsługi podróżnych South Mimms Pojazdy niedozwolone na autostradach |
| M25 (M1) Heathrow , Watford, Stansted , Potters Bar Barnet A1081 Miejsce obsługi podróżnych South Mimms | Początek autostrady                                                       | J1 Miejsce obsługi podróżnych  | |
| | Brak wyjazdu (tylko łącznica wjazdowa)                                    | J2                             | Welham Green A1001 |
| | St Albans A414 Welham Green A1001                                         | J3                             | St Albans A414 Hatfield A1001 |
| | Tunel Hatfield                                                            | Tunel                          | Tunel Hatfield |
| | Hertford A414 Hatfield A1001 Welwyn Garden City A6129                     | J4                             | Hertford A414 Welwyn Garden City A6129                                                                                            |
| | Brak łącznic                                                              | J5                             | Brak wyjazdu (jedynie łącznica wjazdowa)                                                                                          |
| | Welwyn Garden City, Welwyn A1000                                          | J6                             | Welwyn A1000 |
| | Ware, Stevenage A602                                                      | J7                             | Stevenage A602 |
| | Hitchin Stevenage (N) A602                                                | J8                             | Hitchin Stevenage (N) A602 |
| | Letchworth, Baldock A505                                                  | J9                             | Baldock, Letchworth A505 |
| | Początek autostrady                                                       | J10 Miejsce obsługi podróżnych | Stotfold, Shefford A507 Miejsce obsługi podróżnych Baldock                                                                        |
| Baldock, Stotfold A507 Miejsce obsługi podróżnych Baldock Pojazdy niedozwolone na autostradach          | Kontynuacja drogi jako A1 w kierunku Alconbury The NORTH, Peterborough A1 | J10 Miejsce obsługi podróżnych | |

## Alconbury – Peterborough
Odcinek ten przebiega przez obszar hrabstwa Cambridgeshire pomiędzy Alconbury a Peterborough. Został oficjalnie otwarty przez Lorda Whitty 31 października 1998 r. i jest najbardziej odizolowaną częścią autostrady, ponieważ nie łączy się z żadną inną autostradą. Została zaprojektowana jako droga wysokiej klasy – ośmiomilowy odcinek od węzła nr 14 w Alconbury do węzła nr 16 przy Norman Cross posiada po cztery pasy ruchu w każdą stronę, podczas gdy pozostały fragment ma po trzy pasy ruchu na jezdnię. Zarządcą trasy jest Road Management Services (Peterborough) Ltd na mocy umowy DBFO (zaprojektuj, zbuduj, sfinansuj i zarządzaj, ang. Design, Build, Finance and Operate) podpisanej z Highways Agency.

### Lista węzłów
| Węzły autostrady A1(M) | |                                |                                                                                                   |
| km | Wyjazd w kierunku południowym (jezdnia B)                                                                | Węzeł                          | Wyjazd w kierunku północnym (jezdnia A)                                                           |
| | Brak wyjazdu (jedynie łącznica wjazdowa) Kontynuacja drogi jako A1 w kierunku Stotfold London (C & W) A1 | J14                            | The Alconburys, The Stukeleys B1043 Pojazdy niedozwolone na autostradach                          |
| London (E), Huntingdon, Cambridge Stansted A14, (M11)                                                                                  | Początek autostrady Brak dostępu do A14                                                                  | J14                            |                                                                                                   |
| | Sawtry B1043                                                                                             | J15                            | Sawtry B1043 Ramsey (B660)                                                                        |
| | Yaxley A15 Stilton (B1043) Ramsey (B660)                                                                 | J16                            | Yaxley A15 Stilton (B1043)                                                                        |
| | Początek autostrady                                                                                      | J17 Miejsce obsługi podróżnych | Peterborough A1139 Wisbech (A47) Northampton, Oundle A605 Miejsce obsługi podróżnych Peterborough |
| Peterborough A1139 Wisbech (A47) Northampton, Oundle A605 Miejsce obsługi podróżnych Peterborough Pojazdy niedozwolone na autostradach | Kontynuacja drogi jako A1 w kierunku Doncaster The NORTH, Stamford A1                                    | J17 Miejsce obsługi podróżnych |                                                                                                   |

## Obwodnica Doncaster (Blyth – Skellow)
Ten piętnastomilowy fragment, biegnący z Skellow w South Yorkshire do Blyth w północnej części hrabstwa Hottinghamshire został otwarty w 1961 roku i był jednym z pierwszych odcinków autostrady zbudowanych w Wielkiej Brytanii; na całej długości posiada dwie jezdnie po dwa pasy ruchu. Między węzłami 36 i 37 autostrada przekracza rzekę Don poprzez most Don Bridge.

### Lista węzłów
Opis zawiera dane pochodzące ze znaków lokalizacyjnych, które określają odległość oraz informacje dotyczące identyfikacji jezdni.
| Węzły autostrady A1(M) |                                                                                          |                                | |
| km                     | Wyjazd w kierunku południowym (jezdnia B)                                                | Węzeł                          | Wyjazd w kierunku północnym (jezdnia A)                                                               |
| 0,0                    | Kontynuacja drogi jako A1 w kierunku Peterborough The SOUTH, Newark A1 Nottingham (A614) | J34 Miejsce obsługi podróżnych | Bawtry A614 Doncaster Sheffield Pojazdy niedozwolone na autostradach Miejsce obsługi podróżnych Blyth |
| 0,0                    | Bawtry A614 Gainsborough (A631) Doncaster Sheffield Miejsce obsługi podróżnych Blyth     | J34 Miejsce obsługi podróżnych | Początek autostrady                                                                                   |
| 12,0                   | M18 Sheffield (M1) Scunthorpe (M180) Doncaster Sheffield                                 | J35                            | Doncaster M18 Sheffield (M1) Scunthorpe (M180) Hull (M62)                                             |
| 14,9                   | Rotherham, Doncaster A630                                                                | J36                            | Rotherham, Doncaster A630                                                                             |
| 20,3                   | Doncaster, Barnsley A635                                                                 | J37                            | Doncaster, Barnsley A635                                                                              |
| 24.4                   | Początek autostrady                                                                      | J38                            | Wakefield A638                                                                                        |
| 24.4                   | Doncaster, Wakefield A638 Pojazdy niedozwolone na autostradach                           | J38                            | Kontynuacja drogi jako A1 w kierunku Darrington The NORTH A1 Leeds (M62)                              |

## Skellow – Darrington (planowany)
Istnieją plany rozbudowy odcinka A1 ze Skellow do Darrington do postaci autostrady. Po ich zrealizowaniu cały fragment trasy od Blyth w Nottinghamshire do Washington w Tyne and Wear posiadałby parametry autostrady.

## Darrington – Washington
Ten odcinek otwierano etapami:
- Walshford – węzeł 49, w 1995 roku;
- węzeł 43 – węzeł 44, w 1999 roku;

W momencie otwarcia fragment ten kończył się węzłem prowizorycznym na południe od M1. Istniał węzeł umożliwiający opuszczenie trasy pojazdom niedozwolonym na autostradach w kierunku Micklefield Village na drogę, która obecnie jest łącznicą. W pierwszym tygodniu czerwca 2009 roku węzły 44 i 45 zostały przenumerowane odpowiednio na 43 i 44. W tym samym czasie istniejący węzeł Grange Moor na styku A1 i A659 stał się węzłem 45 w ciągu A1(M). Rezultatem tych działań jest błąd występujący na wielu atlasach, polegający na nieprawidłowej numeracji węzłów tego odcinka.
- węzeł 46 – tymczasowy węzeł w Walshford, w 2005 r.[8];
- węzeł 40 – miejsce na południe od węzła 43, w latach 2005–2006;

Północny fragment odcinka, omijający miejscowość Fairburn, oddano do użytku w kwietniu 2005 roku z tymczasowym łącznikiem do istniejącej drogi A1 między Fairburn a Brotherton. Południowy fragment, z bezkolizyjnym węzłem z autostradą M62 udostępniono 13 stycznia 2006.
- węzeł 44 – węzeł 46, w 2009[9];
- węzeł 49 – węzeł 51, w latach 2011–2012;

W marcu 2009 rozpoczęto prace nad rozbudową odcinka Dishforth – Leeming do parametrów autostrady z trzema pasami ruchu na każdą jezdnię, z zastąpieniem jednopoziomowych skrzyżowań dwoma nowymi węzłami. Przebudowę fragmentu Dishforth – Baldersby (węzły 49–50) ukończono w październiku 2011 roku, natomiast dalszy odcinek do Leeming (węzły 50–51) otwarto 31 marca 2012 r.
- węzeł 51 – węzeł 56, w latach 2017–2018 (nie ma węzłów 54 i 55);

Prace nad podniesieniem parametrów odcinka Leeming Bar – Barton do postaci autostrady z trzema pasami ruchu na każdą jezdnię rozpoczęto w kwietniu 2014 roku. Spodziewanym terminem zakończenia było lato 2017. Na początku 2017 roku Highways Agency ogłosiło przesunięcie terminu pełnego oddania do użytku drogi na grudzień 2017 r. Ostatecznie trasę otwarto 29 marca 2018 r., ustanawiając ciągły odcinek drogi A1 o parametrach autostrady z Darrington w West Yorkshire do Washington w Tyne and Wear, choć nie wszystkie prace zostały ukończone.
- węzeł 56 – węzeł 59, w 1965;
- węzeł 59 – węzeł 63, w 1969;
- węzeł 63 – węzeł 65, w 1970.

### Lista węzłów
Opis zawiera dane pochodzące ze znaków lokalizacyjnych, które określają odległość oraz informacje dotyczące identyfikacji jezdni.
| Węzły autostrady A1(M)                                            |                                                                                     |                                | |
| km                                                                | Wyjazd w kierunku południowym (jezdnia B)                                           | Węzeł                          | Wyjazd w kierunku północnym (jezdnia A)                                                                       |
| 36,5                                                              | Kontynuacja drogi jako A1 w kierunku Doncaster The SOUTH A1 Doncaster (A638)        | J40                            | Hull (M62) Pontefract A162 (A645) Pojazdy niedozwolone na autostradach Miejsce obsługi podróżnych Ferrybridge |
| 36,5                                                              | Brak dostępu (tylko łącznica wjazdowa)                                              | J40                            | Początek autostrady                                                                                           |
| 41,1                                                              | Hull, Manchester M62 Miejsce obsługi podróżnych Ferrybridge                         | J41                            | Manchester, Leeds M62                                                                                         |
| 46,7                                                              | Leeds, Selby A63                                                                    | J42                            | Leeds, Selby A63                                                                                              |
|                                                                   | London, Leeds M1 Manchester (M62)                                                   | J43                            | Brak dostępu (tylko łącznica wjazdowa)                                                                        |
| 55,3                                                              | York, Leeds (N) A64                                                                 | J44                            | Leeds, York A64                                                                                               |
| 57,2                                                              | Wetherby A168 Otley A659                                                            | J45                            | Wetherby A168 Otley A659                                                                                      |
|                                                                   | York, Wetherby B1224 Miejsce obsługi podróżnych Wetherby                            | J46 Miejsce obsługi podróżnych | Wetherby, York B1224 Miejsce obsługi podróżnych Wetherby                                                      |
| 79,3                                                              | York, Knaresborough, Harrogate, Leeds/Bradford A59                                  | J47                            | Knaresborough, Harrogate, Leeds/Bradford , York A59                                                           |
| 86,3                                                              | Boroughbridge A6055                                                                 | J48                            | Boroughbridge A6055 Ripon (B6265) Dishforth A168                                                              |
| 95,2                                                              | Thirsk A168 Teesside (A19)                                                          | J49                            | Thirsk A168 Teesside (A19)                                                                                    |
| 102,8                                                             | Ripon, Thirsk A61                                                                   | J50                            | Ripon, Thirsk A61                                                                                             |
| 119,9                                                             | Northallerton, Leyburn A684 Bedale (B6285)                                          | J51                            | Northallerton, Bedale A6055 (A684)                                                                            |
|                                                                   | Catterick A6055 (A6136)                                                             | J52                            | Catterick A6055 (A6136)                                                                                       |
|                                                                   | Richmond A6055 (A6108) Penrith, Brough A66 Miejsce obsługi podróżnych Scotch Corner | J53                            | Richmond A6055 (A6108) Penrith, Brough A66 Miejsce obsługi podróżnych Scotch Corner                           |
|                                                                   | Piercebridge B6275 Barton                                                           | J56                            | Piercebridge B6275 Barton                                                                                     |
|                                                                   | Brak dostępu (tylko łącznica wjazdowa)                                              | J57                            | Darlington, Teesside, Teesside A66(M)                                                                         |
|                                                                   | Corbridge, Darlington A68                                                           | J58                            | Darlington, Bishop Auckland, Corbridge A68                                                                    |
|                                                                   | Newton Aycliffe, Darlington A167                                                    | J59                            | Newton Aycliffe A167                                                                                          |
|                                                                   | Bishop Auckland, Hartlepool, Teesside A689                                          | J60                            | Bishop Auckland, Hartlepool, Teesside A689                                                                    |
|                                                                   | Spennymoor, Bishop Auckland A688 Peterlee A177 Miejsce obsługi podróżnych Durham    | J61 Miejsce obsługi podróżnych | Spennymoor A688 Peterlee A177 Miejsce obsługi podróżnych Durham                                               |
|                                                                   | Sunderland, Durham A690 Consett (A691)                                              | J62                            | Sunderland, Durham A690 Consett (A691)                                                                        |
|                                                                   | Chester-le-Street A167 Stanley A693                                                 | J63                            | Chester-le-Street A167 Stanley A693                                                                           |
|                                                                   | Washington (S) A195                                                                 | J64                            | Washington, Birtley A195                                                                                      |
|                                                                   | Miejsce obsługi podróżych Washington                                                | Miejsce obsługi podróżnych     | Miejsce obsługi podróżych Washington                                                                          |
|                                                                   | Początek autostrady                                                                 | J65                            | Tyne Tunnel, South Shields A194(M)                                                                            |
| Sunderland, Washington A1231 Pojazdy niedozwolone na autostradach | Kontynuacja drogi jako A1 w kierunku Edynburga Newcastle, Gateshead A1              | J65                            | |